# Cheng Fei
Cheng Fei (程菲S, Chéng FēiP; Huangshi, 28 maggio 1988) è un'ex ginnasta cinese.
Inizia a praticare ginnastica all'età di tre anni e a tredici anni entra a far parte della Squadra Nazionale Junior.
Alle Olimpiadi di Atene nel 2004 finisce quarta nella finale a corpo libero. Quattro anni dopo, a Pechino vince un oro nella gara a squadre e due bronzi, al volteggio e alla trave. È stata una grande delusione per la Cheng, che sperava di vincere l'oro anche nelle sue specialità (volteggio e corpo libero), dove si trovava in prima posizione dopo le qualifiche. Poco prima delle Olimpiadi di Londra, si rompe il tendine d'Achille e dopo qualche mese decide di ritirarsi. 
È stata campionessa del mondo al volteggio per tre anni di fila (dal 2005 al 2007). Nel 2006 ha anche vinto il titolo a squadre e al corpo libero.
Un salto al volteggio porta il suo nome (Cheng), perché è stata la prima ginnasta ad eseguirlo a livello mondiale.